# Waggonbrücke Heiligenhaus

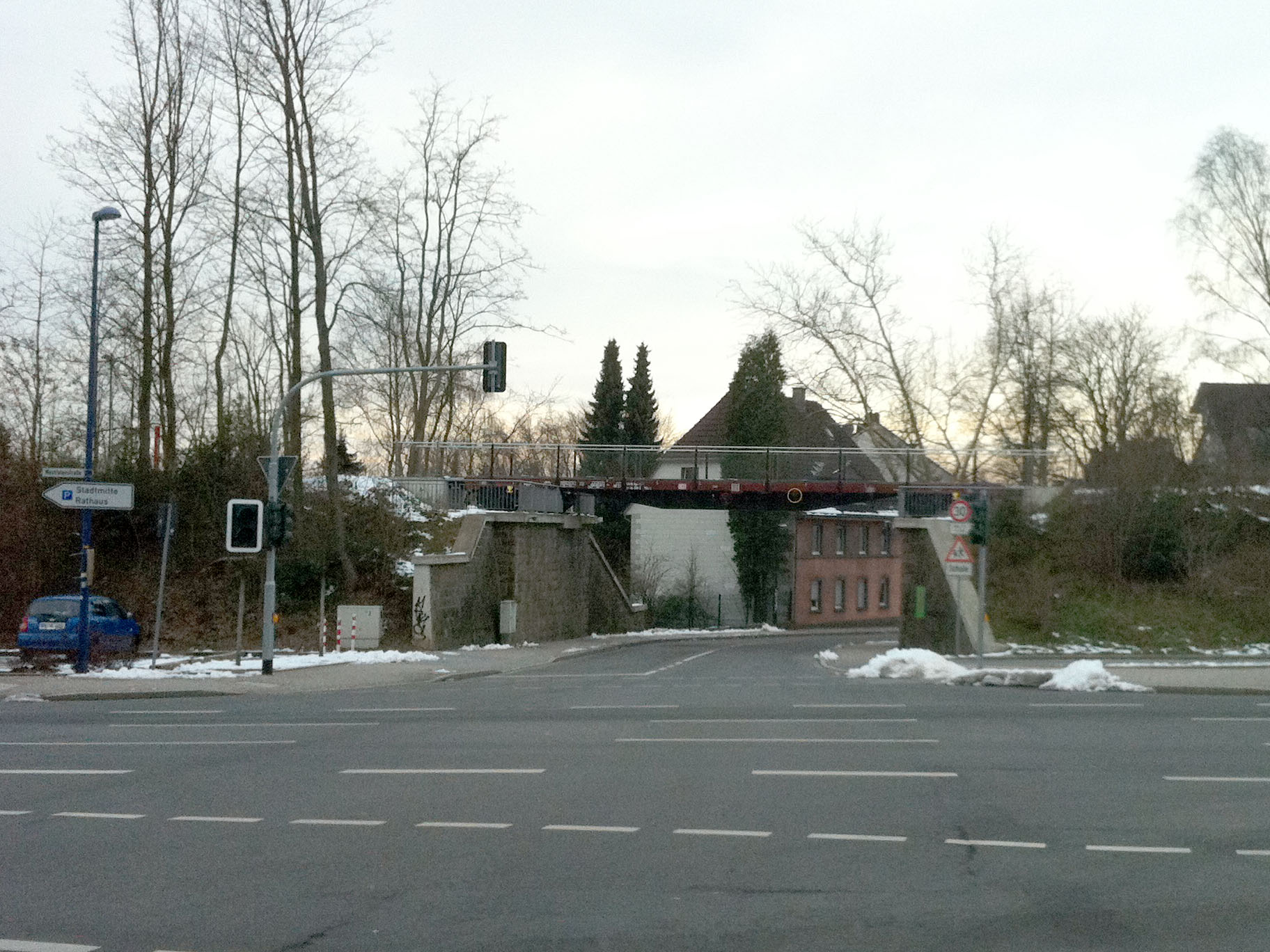
Waggonbrücke Heiligenhaus

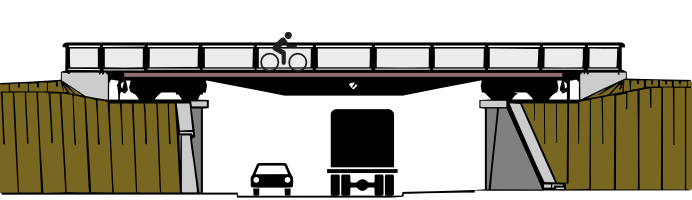
Schematische Darstellung

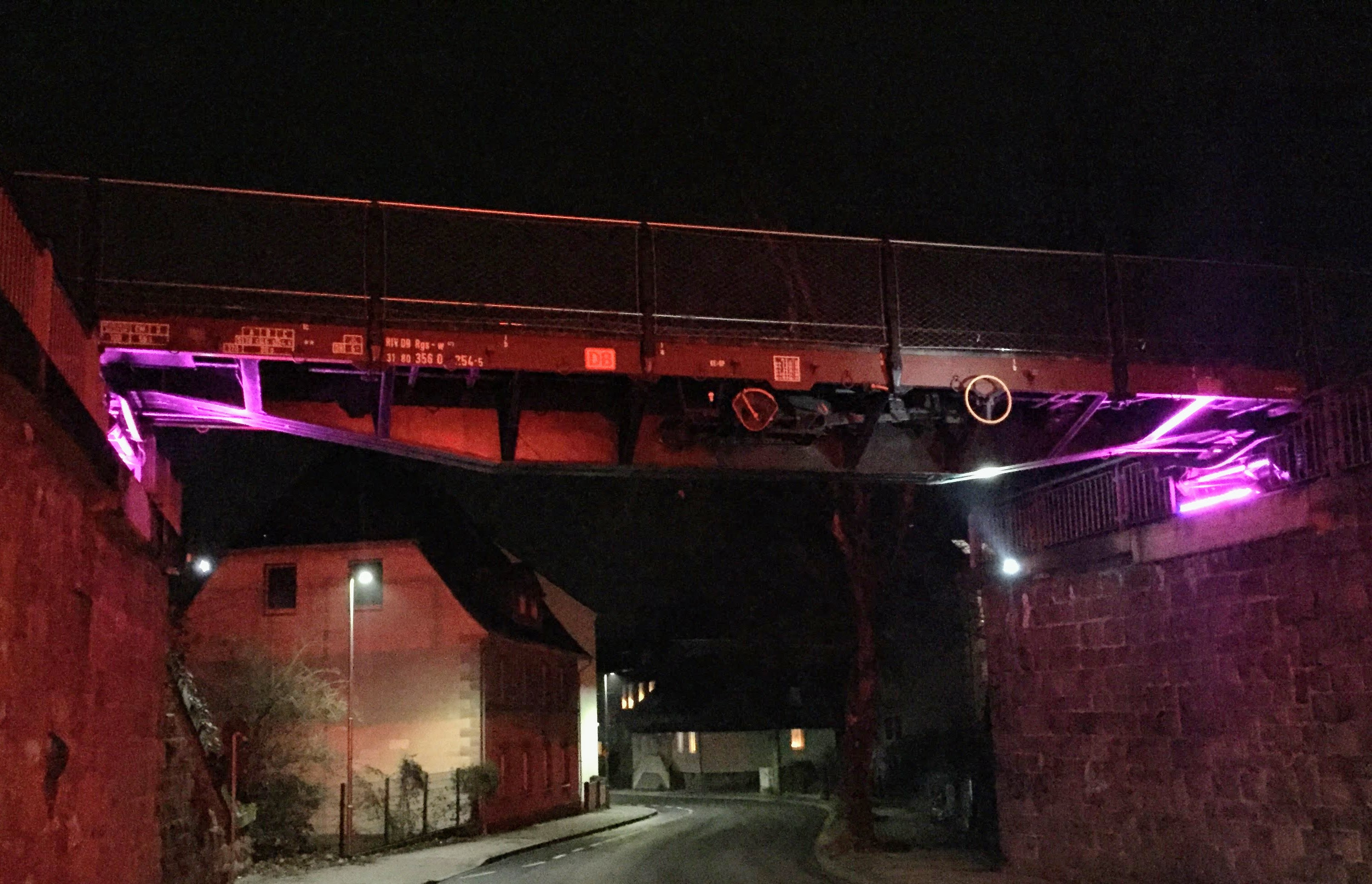
Waggonbrücke bei Nacht 2017

Die Waggonbrücke Heiligenhaus ist die erste Waggonbrücke Deutschlands und wurde am 26. Juni 2009 in Heiligenhaus, Kreis Mettmann (NRW), über der Bahnhofstraße in der Nähe des ehemaligen Bahnhofs Heiligenhaus erbaut. Die Brücke ist Teil des Panoramaradwegs Niederbergbahn. 

## Bauart
Für die Brücke wird ein Eisenbahnwagen als Überbau genutzt; dieser steht mit seinen Radsätzen auf den Widerlagern. Verwendet wurde dabei ein gebrauchter, vierachsiger Drehgestell-Flachwagen mit Rungen der Bauart Rgs-w 672 der Deutschen Bahn, der für die Nutzung als Brücke aufbereitet wurde. Die Besonderheit bei dieser Brückenart ist, dass die Waggons vollständig, d. h. mit all ihren technischen Einrichtungen (Puffer, Zugeinrichtung, Bremssystem etc.) erhalten bleiben.
Der Konstrukteur, Ulrich Diehl, möchte dieses Konstruktionskonzept weiterverfolgen und noch weitere Brücken dieser Art bauen.